# 루나 라일라
루나 라일라(벵골어: রুনা লায়লা 1952년 11월 17일~)는 방글라데시태생의 대중 가수이다. 그녀의 고향인 방글라데시에는 대중가수로 알려져 있으나, 남아시아에는 가잘가수로 유명하다. 방글라데시와 인도 영화에 출연했으며, 그리고 파키스탄에서 독립하기 이전의 파키스탄 영화에도 출연했다. 가장 유명한 노래는 "다마 담 마스트 칼란다르"(Dama Dam Mast Qalandar)이며, 이 곡은 여러 가수에 의해 리메이크 됐다.
루나는 2번 결혼했으며, 2006년 현재의 남편은 방글라데시 영화 배우이다. 남편은 방글라데시 알람기르 지역에서 특히 유명하다.

## 상
- 방글라데시
  - 독립기념일 상,
  - 방글라데시 국립 영화상, 방글라데시 (2번)
- 인도
  - 사이갈 상, 인도
- 파키스탄
  - 니가르 상 (2번), 파키스탄
  - 비평가 상
  - Graduate Award (2번)
  - National council of music gold medal